# Хейм, Джона
Джона Нейтан Хейм (англ. Jonah Nathan Heim, 27 июня 1995, Буффало, Нью-Йорк) — американский бейсболист, кэтчер клуба Главной лиги бейсбола «Техас Рейнджерс».

## Биография
Джона Хейм родился 27 июня 1995 года в Буффало в штате Нью-Йорк. В 2013 году он окончил старшую школу Амхерст-Сентер в Снайдере, после чего намеревался продолжить учёбу и спортивную карьеру в университете штата Мичиган. В том же году на драфте Главной лиги бейсбола Хейм был выбран клубом «Балтимор Ориолс» под общим 129 номером.
Сумма бонуса игроку при подписании контракта составила 389,7 тысяч долларов. Первой командой Хейма стал фарм-клуб «Ориолс» в Лиге Галф-Кост. После окончания сезона 2013 года журнал Baseball America поставил его на 26 место в рейтинге лучших проспектов «Балтимора». Чемпионат 2014 года Джона провёл в составе команды A-лиги «Абердин Айронбердс», где продемонстрировал хорошую технику ловли мяча и его блокирования, а также выделялся стабильной скоростью броска на вторую базу. В среднем на бросок Хейм затрачивал 1,9 секунды. После завершения сезона перспективы молодого кэтчера высоко оценил главный тренер «Абердина» Мэтт Мерулло, в течение шести лет игравший на этой позиции в Главной лиге бейсбола. За первые два сезона своей карьеры Джона сыграл 73 матча, в которых отбивал с эффективностью 19,2 %.
Сезон 2015 года Хейм провёл в клубе «Делмарва Шорбердс», пропустив период с мая по август из-за травмы ноги. Весной следующего года он принимал участие в предсезонных сборах вместе с основным составом «Ориолс», после чего был направлен в команду «Фредерик Киз». К этому моменту Джона зарекомендовал себя как один из лучших молодых защитных кэтчеров, а также начал прогрессировать в игре на бите. В августе 2016 года «Ориолс» обменяли его в «Тампу-Бэй Рейс» на игрока первой базы Стива Пирса. В 2017 году Хейм играл за «Боулинг-Грин Хот Родс» и «Шарлотт Стоун Крабс». Его показатель отбивания по итогам сезона составил 26,0 %. В декабре он в рамках трёхстороннего обмена перешёл в «Окленд Атлетикс».
Первую часть сезона 2018 года Хейм провёл в составе клуба «Стоктон Портс», где проявил себя как отбивающий выше среднего уровня. Во второй части чемпионата его перевели в AA-лигу в «Мидленд Рокхаундс». На более высоком уровне результативность Джоны снова снизилась. При этом у него был один из самых низких в команде показателей по количеству получаемых страйкаутов. Кроме того, он по-прежнему был надёжен в защите. Сезон 2019 года стал для него лучшим в карьере. Он начал его в «Мидленде», а в июне Хейма перевели в AAA-лигу в состав «Лас-Вегас Авиэйторс». Суммарно за две команды он провёл 85 игр, в которых отбивал с рекордным для себя показателем 31,0 %. Его эффективность при занятых базах была ещё выше, составив 40,2 %. В защите Джона предотвратил 26 попыток украсть базу из 50. В ноябре «Атлетикс» включили его в расширенный состав команды.
Весной 2020 года Хейм хорошо выглядел на сборах и считался одним из претендентов на место в составе «Атлетикс», однако старт сезона был отложен из-за пандемии COVID-19. Он был включён в число игроков резерва и получил вызов в «Окленд» 24 августа. До конца регулярного чемпионата Джона сыграл за клуб в тринадцати матчах. В заявку на плей-офф он включён не был. В начале февраля 2021 года Хейм вместе с Крисом Дэвисом и Дейном Акером был обменян в «Техас Рейнджерс».